# Ditrichophora canzonerii
Ditrichophora canzonerii är en tvåvingeart som först beskrevs av Rampini 1980.  Ditrichophora canzonerii ingår i släktet Ditrichophora och familjen vattenflugor.
Artens utbredningsområde är Italien. Inga underarter finns listade i Catalogue of Life.